# Szymony
Szymony es un pueblo de Polonia, en Mazovia.  Se encuentra en el distrito (Gmina) de Kałuszyn, perteneciente al condado (Powiat) de Mińsk. Se encuentra aproximadamente 4 km al sureste de Kałuszyn, a 19 km al este de Mińsk Mazowiecki, y a 57 km  al este de Varsovia. 
Entre 1975 y 1998 perteneció al voivodato de Siedlce.